# Potomotyphlus kaupii
La cecília de riu (Potomotyphlus kaupii) és una espècie d'amfibis gimnofions de la família Caeciliidae. És monotípica del gènere Potomotyphlus. Habita al Brasil, Colòmbia, l'Equador, el Perú, Veneçuela i possiblement Bolívia. Els seus hàbitats naturals inclouen boscos secs tropicals o subtropicals, pantans, prades tropicals o subtropicals inundades en algunes estacions, rius, llacs d'aigua dolça i aiguamolls.